# Les conquérants de l'inutile
Les conquérants de l'inutile, literalmente Os conquistadores do inútil, é o título do livro escrito pelo alpinista francês  Lionel Terray e publicado pela Gallimard em 1961. Livro autobiogáfico tornou-se um clássico da literatura da montanha, como o é o Le premier de cordée de Roger Frison-Roche.

## Filme
Le Conquérant de l'inutile, e no singular, é o título do filme realisado por Marcel Ichac em 1966 a partir do livro do seu amigo e alpinista como ele, Lionel Terray.